# Utgrävningstjärnen (Jörns socken, Västerbotten)
Utgrävningstjärnen är en sjö i Piteå kommun i Västerbotten och ingår i Byskeälvens huvudavrinningsområde. Sjön har en area på 0,193 kvadratkilometer och ligger 289 meter över havet. Sjön avvattnas av vattendraget Ulrikbäcken.

## Delavrinningsområde
Utgrävningstjärnen ingår i det delavrinningsområde (725930-169653) som SMHI kallar för Ovan 725592-169739. Medelhöjden är 320 meter över havet och ytan är 23,25 kvadratkilometer. Det finns inga avrinningsområden uppströms utan avrinningsområdet är högsta punkten. Ulrikbäcken som avvattnar avrinningsområdet har biflödesordning 2, vilket innebär att vattnet flödar genom totalt 2 vattendrag innan det når havet efter 90 kilometer. Avrinningsområdet består mestadels av skog (63 procent) och sankmarker (27 procent). Avrinningsområdet har 0,4 kvadratkilometer vattenytor vilket ger det en sjöprocent på 1,7 procent.